# Patrik
Mansnamnet Patrik, Patric eller Patrick kom till Sverige på 1600-talet med invandrande skotska släkter. Namnet kommer av det latinska ordet patricius och betyder ’adelsman’. Namnet kom in i den svenska almanackan på 1700-talet för att hedra Irlands apostel Sankt Patrik.
Helgonet Patrik firas den 17 mars (se Saint Patrick’s Day). I Sverige och Finland har dock Patrik namnsdag den 16 april. I den finlandssvenska namnsdagslängden har Patrik namnsdag 16 april sedan 1995. Före det hade Partik namnsdag 3 januari 1950–1994. Den feminina formen av namnet är Patricia, som delar namnsdag med Patrik.
Namnet hade en popularitetstopp under 1970- och 1980-talet, men har sedan dess avtagit i popularitet. Den 31 december 2008 fanns det totalt 40 945 män i Sverige med förnamnet Patrik varav 28 216 hade det som tilltalsnamn. År 2003 fick 356 pojkar namnet, varav 66 fick det som tilltalsnamn.

## Personer med namnet förnamnet Patrik/Patrick
- Sankt Patrik (död 461), Irlands skyddshelgon

- Patrik Alströmer, industriman, direktör vid Ostindiska Kompaniet
- Patrik Andersson, fotbollsspelare, VM-brons 1994
- Patrik Berger, musikproducent och låtskrivare
- Patrik Berger, tjeckisk fotbollsspelare
- Patrik Bergner, skådespelare, dialogförfattare och lärare
- Patrik Bodén, spjutkastare
- Patrik Carlgren, fotbollsspelare
- Patrick Dempsey, amerikansk skådespelare
- Patrik Isaksson, sångare, låtskrivare, musiker
- Patrik Johanson, handbollsspelare
- Patrik Johansson
  - Patrik Johansson (friidrottare), medeldistanslöpare
  - Patrik Johansson (bandyspelare), bandyspelare
  - Patrik Johansson (skådespelare), skådespelare
- Patrik Juhlin, ishockeyspelare, OS-guld 1994
- Patrick Juvet, schweizisk discosångare
- Patrik Järbyn, alpin skidåkare
- Patric Kjellberg, ishockeyspelare, OS-guld 1994
- Patrik Klüft, stavhoppare och ishockeytränare
- Patrik Laine, finländsk ishockeyspelare
- Patrik Larsson (född 1972), bandyspelare och tränare
- Patrik Larsson (född 1971), komiker och skådespelare
- Patrik Lövgren, svensk sprinter
- Patrick McGoohan, amerikansk-brittisk skådespelare
- Steven Patrick Morissey, brittisk musiker
- Patrik Nilsson, svensk bandyspelare
- Patrik Norqvist, svensk rymdfysiker och lektor i fysik
- Patrick Pentz, österrikisk fotbollsmålvakt
- Patrick Quentin (pseudonym), amerikansk kriminalförfattare
- Patrick Ryan, amerikansk friidrottare, OS-guld i släggkastning 1920
- Patrick Stewart, brittisk skådespelare, regissör (Star Trek: The Next Generation)
- Patrik Sjöberg, höjdhoppare, OS-silver 1992, bragdmedaljör
- Patrik Stenlund, stavhoppare
- Patrick Süskind, tysk författare
- Patrik Svensson, politiker (S), riksdagens talman
- Patrick Swayze, amerikansk skådespelare
- Patrick Thavelin, höjdhoppare
- Patrick Vieira, fransk fotbollsspelare
- Patrick White, australisk författare och nobelpristagare i litteratur 1973

## Fiktiva karaktärer med namnet Patrik/Patrick
- Patrick Bateman, American Psycho
- Patrik Stjärna, Svampbob Fyrkant